# Leishmaniose no Brasil
No Brasil, o maior número de casos de leishmaniose são registrados nas regiões Norte e Nordeste, onde a precariedade das condições sanitárias favorece a propagação da doença. Mas o aumento do número de registros na Região Sudeste mostram que todo o país corre risco de epidemias de Leishmaniose. O interior paulista tem assistido a um crescimento grande do número de casos. Em 1999, Araçatuba enfrentou uma epidemia. Birigui e Andradina também registraram alto número de casos da doença. Em 2003, Bauru passou a registrar a doença de forma endêmica. Em todas essas cidades ocorreram óbitos, e há o risco da doença chegar a grandes centros urbanos paulistas de forma endêmica, como Campinas, Sorocaba, Santos e São Paulo.
Entre 1985 e 2003 houve um aumento do número de casos e ampliação de sua ocorrência geográfica, sendo encontrada atualmente em todos os Estados brasileiros, sob diferentes perfis epidemiológicos. Estima-se que, entre 1985 e 2003, ocorreram 523.975 casos autóctones, a sua maior parte nas regiões Nordeste, Centro-Oeste e Norte do Brasil. É mais de 10 vezes mais comum no Norte que no Sul do país.
Em Campo Grande, capital sul-mato-grossense, a incidência da doença também é alta, principalmente em cães que são frequentemente recolhidos pelo poder público e submetidos a eutanásia. Tal atitude tenta conter a doença na cidade, mas nada é feito quanto ao combate efetivo do mosquito transmissor.
Segundo dados da Secretaria Municipal de Saúde de Corumbá, em 2006, 52,43% dos cães da cidade tiveram diagnóstico positivo para leishmaniose visceral. Em 2004, eram 41,63%, demonstrando um crescimento significativo.
A leishmaniose é considerada pela DNDi como uma doença "extremamente negligenciada", assim como a doença do sono e a de doença de Chagas. Isto porque, em razão da prevalência em regiões de extrema pobreza, não há interesse por parte da indústria farmacêutica em desenvolver novos medicamentos para essas doenças.

## Tratamento
O tratamento convencional no Brasil é feito principalmente com antimoniais pentavalentes, como N-metil-glucamina e o estibogluconato de sódio, permanecendo com fármacos de escolha há mais de 50 anos. É eficaz, pois promove uma regressão rápida do número de parasitos, porém há dificuldade de administração, sendo por via endovenosa ou intramuscular, além disso deve ser necessariamente feito em ambiente hospitalar. Outro problema em relação a este tratamento, são os diversos efeitos colaterais causados pelo toxicidade do medicamento. Dentre as reações adversas estão presentes: mialgia, artralgia, inapetência, náuseas, vômitos, sensação de plenitude gástrica, pirose, dor abdominal, prurido, febre, fraqueza, cefaleia, tontura, insônia, edema, aumento sérico das enzimas hepática, insuficiência renal aguda, pancreatite e cardio toxicidade. Além disso, em alguns casos, a cura clínica não está necessariamente relacionada com a cura parasitológica. Fármacos como Anfotericina b, Miltefosine, Paramomicina e Pentamidina são utilizados quando existem contraindicações ao uso dos antimoniais ou quando os parasitos são resistentes ao mesmo. Porém, estes fármacos não possuem uma boa eficácia para o tratamento e também causam várias reações adversas.

## Vacina
A vacina terapêutica para leishmaniose, desenvolvida pelo Prof. Wilson Mayrink, pesquisador do Departamento de Parasitologia da Universidade Federal de Minas Gerais, recebeu o registro do Ministério da Saúde e agora pode ser comercializada no Brasil. Segundo o Prof. Mayrink, a vacina está sendo testada na Colômbia e no Equador, sob a coordenação da OMS. Os testes estão em fase final e, até agora, os resultados são semelhantes aos do Brasil. O pesquisador está otimista também com os resultados dos testes da vacina preventiva, realizados nos municípios de Caratinga e Varzelândia, em Minas Gerais. Ele acredita que, nos próximos dois anos, a vacina preventiva também possa ser produzida em escala industrial e comercializada em todo o País.

## Prevenção
Um importante e por muitos um controverso ponto no controle da leishmaniose reside na redução dos reservatórios da doença via eutanásia dos animais domésticos diagnosticados como portadores da doença, feito no Brasil. As prefeituras de localidades com presença significativa desta patologia geralmente mantêm serviços de patrulha e diagnóstico de animais de estimação infectados, determinando que setor de controle de zoonoses associado realize periodicamente exames de sangue gratuitos nos animais de estimação, e que este recolha e proceda a eutanásia de animais soropositivos.

## Leishmaniose canina
Na América Latina, a leishmaniose canina já foi encontrada em pelo menos 12 países, sendo que 90% dos casos ocorrem no Brasil, especialmente na região Nordeste, que possui o maior número de notificações: 1.634 casos registrados em 2007.
O Ministério da Saúde do Brasil gerencia o Programa de Controle da Leishmaniose Visceral Canina, visando, entre outras ações, o diagnóstico sorológico dos cães positivos para Calazar e sua posterior eutanásia.
Atualmente são utilizados dois métodos diagnósticos sorológicos, a Imunofluorescência Indireta (RIFI) e o Ensaio Imunoenzimático, também conhecido como Teste ELISA. Ambos se baseiam na busca de anticorpos antiLeishmania em soro de cães. O Ministério recomenda a triagem com o Teste rápido Dual Path Platform TR-DPP® e a confirmação com a ELISA . São aceitos os resultados executados com kits diagnósticos fabricados pela Fundação Oswaldo Cruz/Biomanguinhos, distribuidor oficial do Ministério.Nas áreas endêmicas, os fiscais visitam as residências para realizar a coleta de sangue dos animais. Após o exame, os proprietários precisam aguardar cerca de 60 dias pelo resultado do teste para saber se o animal está infectado e se terá que ser sacrificado, já que com a portaria interministerial nº 1426 editada em julho de 2008, é proibido o tratamento da doença com produtos de uso humano.
A opção de eutanásia de um animal de estimação é certamente para muitos uma decisão difícil, e muitas vezes procura-se por alternativas paliativas, recorrendo-se geralmente ao argumento de que a portaria não proíbe, contudo, o tratamento da doença com produtos específicos para animais; e que a validade da referida portaria encontra-se em discussão na justiça (o que não a torna inválida). Contudo é fato que o animal contaminado, quando sob tratamento - quer humano quer específico ao animal - embora possa em uma parcela dos casos apresentar remissão dos sintomas da doença, permanece infectado com o parasita em sua forma ativa, e por tal constitui um reservatório da doença no ambiente em questão. Acrescido a presença do agente vetor em tais ambientes, o que geralmente é a situação dada a contaminação do animal, tal configuração caracteriza-se como uma situação de risco aos demais no ambiente. O tratamento, que da mesma forma que no animal apenas ameniza os sintomas, é complicado e prolongado, exigindo quase sempre internação para a companhamento do processo dado o risco de morte diretamente associado à medicação. A medicação para uso humano é proibida para animais dada a crescente adaptação e resistência dos agentes etiológicos às drogas conhecidas (ver tratamento); as drogas aplicadas nos primórdios dos avanços no tratamento da referida doença, que remontam ao início do século XX, são hoje ineficazes, sendo as hoje utilizadas muito mais agressivas ao próprio organismo do hospedeiro do que as inicialmente aplicadas.
No Brasil, existe no mercado há 5 anos uma vacina contra a Leishmaniose Visceral Canina, a Leishmune, do laboratório Fort Dodge Saúde Animal, registrada no Ministério da Agricultura, Pecuária e Abastecimento (MAPA) desde 2003. Além desta vacina, existe uma outra do laboratório Hertape, em que, após vacinação, o animal continua negativo no exame de RIFI, diferente da vacina Fort Dodge. A vacina confere proteção superior a 92% e já protegeu mais de 70.000 cães vacinados em todo o Brasil. É importante ressaltar que os animais vacinados apresentam resultados negativos nos kits ELISA atualmente licenciados pelo MAPA (Kit Biogene e Kit Bio-Manguinhos). O programa vacinal deve ser associado a outras medidas de controle, como combate ao inseto vetor (flebótomo), com a aplicação de inseticida no ambiente e o uso de produtos repelentes no cão.